# Pont de la rue de la Voûte
Le pont de la rue de la Voûte est un pont ferroviaire de Paris, en France, utilisé par l'ancienne ligne de Petite Ceinture.

## Caractéristiques
Le pont franchit la rue de la Voûte, dans le nord-est du 12e arrondissement de Paris, à proximité de la porte de Vincennes. À cet endroit, l'ancienne ligne de Petite Ceinture, abandonnée, passe au travers des îlots d'habitation sur un remblai nettement plus haut que le sol. Le pont permet donc le franchissement de la voie de circulation, qu'il effectue entre les numéros 53 et 55 sur le côté nord et 46 et 52 sur le côté sud ; le pont, rectiligne, est perpendiculaire à la rue de la Voûte. La rue du Gabon s'ouvre directement à son extrémité sud-est.
Il s'agit d'un pont métallique s'appuyant au sud sur une longue culée qui s'étend sur l'un des côtés de la rue du Gabon. Le pont présente un mince tablier d'environ 40 m de long pour 10 m de large et muni de chaque côté d'un garde-corps à barreaudage vertical et s'appuie sur deux rangées de trois colonnes de fonte, régulièrement espacées et reposant sur deux ouvrages de maçonnerie. À cet endroit, le niveau de la ligne ferroviaire est très élevé par rapport au sol : le pont se situe à hauteur du 4e étage des immeubles.
À son extrémité nord, le pont repose sur un dernier ouvrage de maçonnerie et débouche directement sur le pont du cours de Vincennes, avec lequel il forme un ensemble continu de 130 m de long.

## Historique

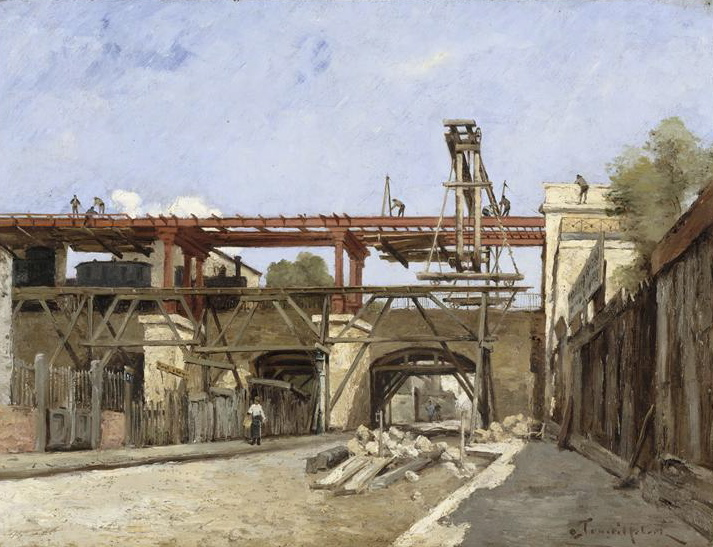
Les Travaux de relèvement du chemin de fer de ceinture, le pont de la rue de la Voûte (1888), par Paul-Désiré Trouillebert, coll. Musée d'Orsay.

Le pont actuel en fonte date des années 1886-1889 et fait suite au relèvement de l'ancien pont effectué en 1888, dont il subsiste les piles initiales en pierre meulière. Ces travaux ont été peints par Paul-Désiré Trouillebert (1829-1900) lors de leur réalisation.
La ligne de Petite Ceinture est mise hors service en 1934 et le pont ne connait à partir de cette date qu'une circulation ferroviaire sporadique.